# Labena moragai
Labena moragai là một loài tò vò trong họ Ichneumonidae.